# Justin Huish
Justin Huish (ur. 9 lutego 1975 w Fountain Valley), amerykański łucznik sportowy. Dwukrotny złoty medalista olimpijski z Atlanty.
Do drużyny narodowej awansował w wieku 18 lat. W 1996 w Atlancie wywalczył dwa złote krążki olimpijskie. Zakwalifikował się do kadry na IO 2000, jednak 15 lutego tego roku został przyłapany na posiadaniu marihuany i zrezygnował ze startu. Bez powodzenia starał się o kwalifikację olimpijską w 2004.

## Starty olimpijskie (medale)
Atlanta 1996
- konkurs indywidualny i drużynowy -  złoto